# Březina u Tišnova
Březina (deutsch Bschesina, auch Brzezina) ist eine Gemeinde in Tschechien. Sie liegt drei Kilometer südlich von Tišnov und gehört zum Okres Brno-venkov.

## Geographie
Březina befindet sich am rechten Ufer der Svratka oberhalb der Einmündung der Lubě in der Boskowitzer Furche. Östlich erhebt sich der Sokolí (398 m), im Südosten der zweite Gipfel des Sokolí (419 m), südlich die Horka (333 m), im Südwesten die Strážná (393 m) und westlich der Bačkovec (419 m).
Nachbarorte sind Tišnov im Norden, Hradčany im Nordosten, Sentice im Südosten, Šárka und Heroltice im Süden, Pejškov im Südwesten, Vohančice im Westen sowie Žernůvka, Závist und Předklášteří im Nordwesten.

## Geschichte
Die erste schriftliche Erwähnung von Březina erfolgte im Jahre 1234, als Markgraf Přemysl von Mähren das Dorf dem neu errichteten  Kloster Porta Coeli schenkte. Das klösterliche Urbar von 1539 weist für Březina zwölf Gehöfte und zwei Beisassen aus. Später wuchs vor allem die Zahl der Kötner an. Bis zur Säkularisation des Klosters im Jahre 1782 blieb Březina immer dem Zisterzienserkloster untertänig. Danach fiel das Dorf dem Religionsfonds zu, der die Herrschaft Porta Coeli 1799 an Wilhelm von Mundy veräußerte. Ihm folgte 1821 der Baron von Wittinghof.
Nach der Aufhebung der Patrimonialherrschaften bildete Březina ab 1850 eine Gemeinde im Brünner Bezirk und Gerichtsbezirk Tischnowitz. Seit 1896 gehörte die Gemeinde zum neu gebildeten Bezirk Tischnowitz.  Bis 1922 hatte sich der historische Grundriss des Dorfes wenig verändert. Zu dieser Zeit lagen um den Dorfplatz, in zwei Reihen angeordnet, die Bauernhöfe und nach Westen und Südwesten schlossen sich die Mühle und die im Laufe der Jahre verstreut entstanden Häuslerwirtschaften an. Während des 20. Jahrhunderts erfuhr Březina eine Erweiterung nach Nordosten, der historische Ortskern blieb jedoch weitgehend unverändert. Nach der Auflösung des Okres Tišnov kam die Gemeinde mit Beginn des Jahres 1961 zum Okres Brno-venkov. Zwischen 1986 und 1990 war Březina nach Tišnov eingemeindet. Gepfarrt ist das Dorf nach Tišnov.

## Gemeindegliederung
Für die Gemeinde Březina sind keine Ortsteile ausgewiesen.

## Sehenswürdigkeiten
- Kapelle des hl. Wenzel